# سيدني ميلز
سيدني ميلز (بالإنجليزية: Sidney Mills)‏ هو ملحن ومنتج أسطوانات جامايكي وبريطاني، ولد في 1959.

## وصلات خارجية
- سيدني ميلز على موقع IMDb (الإنجليزية)
- سيدني ميلز على موقع ميوزك برينز (الإنجليزية)
- سيدني ميلز على موقع ديسكوغز (الإنجليزية)